# Purkin kuk
Purkin kuk je arheološko najdišče ostankov Ilirskega naselja na Hvaru (Hrvaška).

## Geografija
Purkin kuk, ki se v nekaterih zemljevidih imenuje tudi Purpin kuk, leži zahodno od Dola, okoli 1 km zračne linije jugovzhodno od Starega Grada na griču visokim 276 mnm.

## Opis
Na najdišču Purkin kuk se nahajajo najstarejše kamnite gomile iz obdobja Ilirov najdena na Hvaru. Na zahodni strani najdišča stojijo ostanki zidu, ki so bili zgrajeni kasneje kot gomile. Predpostavlja se, da so Stari Grki na ostankih ilirske ritualne zgradbe postavili svojo cerkev. Najdeni zid naj bi bili ostanki starogrške cerkve.